# Svetovno prvenstvo športnih dirkalnikov sezona 1955
Svetovno prvenstvo športnih dirkalnikov sezona 1955 je bila tretja sezona Svetovnega prvenstva športnih dirkalnikov, ki je potekalo med 23. januarjem in 16. oktobrom 1955. Naslov konstruktorskega prvaka je osvojil Mercedes-Benz.

## Spored dirk
| Št | Ime                   | Dirkališče                    | Datum               |
| -- | --------------------- | ----------------------------- | ------------------- |
| 1  | 1000 km Buenos Airesa | Autódromo 17 de Octubre       | 23. januar          |
| 2  | 12 ur Sebringa        | Sebring International Raceway | 13. marec           |
| 3  | Mille Miglia          | Brescia                       | 1. maj              |
| 4  | 24 ur Le Mansa        | Circuit de la Sarthe          | 11. junij 12. junij |
| 5  | Dundrod 150           | Dundrod                       | 18. september       |
| 6  | Targa Florio          | Palermo                       | 16. oktober         |

## Rezultati

### Po dirkah
| Št | Dirkališče   | Zmag. moštvo                             | Poročilo |
| Št | Dirkališče   | Zmag. dirkača                            | Poročilo |
| -- | ------------ | ---------------------------------------- | -------- |
| 1  | Buenos Aires | #4 Brez imena                            | Poročilo |
| 1  | Buenos Aires | Enrique Saenz Valiente José-Maria Ibanez | Poročilo |
| 2  | Sebring      | #19 Briggs Cunningham                    | Poročilo |
| 2  | Sebring      | Mike Hawthorn Phil Walters               | Poročilo |
| 3  | Brescia      | #722 Daimler-Benz AG                     | Poročilo |
| 3  | Brescia      | Stirling Moss Denis Jenkinson            | Poročilo |
| 4  | La Sarthe    | #6 Jaguar Cars, Ltd.                     | Poročilo |
| 4  | La Sarthe    | Mike Hawthorn Ivor Bueb                  | Poročilo |
| 5  | Dundrod      | #10 Daimler-Benz AG                      | Poročilo |
| 5  | Dundrod      | Stirling Moss John Fitch                 | Poročilo |
| 6  | Palermo      | #104 Daimler-Benz AG                     | Poročilo |
| 6  | Palermo      | Stirling Moss Peter Collins              | Poročilo |

### Konstruktorsko prvenstvo
Točkovanje po sistemu 8-6-4-3-2-1, točke dobi le najbolje uvrščeni dirkalnik posameznega konstruktorja. Za prvenstvo so šteli štirje najboljši rezultati na šestih dirkah.
| Poz | Konstruktor   | 1. | 2. | 3. | 4. | 5. | 6. | Skupaj |
| --- | ------------- | -- | -- | -- | -- | -- | -- | ------ |
| 1   | Mercedes-Benz |    |    | 8  |    | 8  | 8  | 24     |
| 2   | Ferrari       | 8  | 6  | 4  |    | 1  | 4  | 22     |
| 3   | Jaguar        |    | 8  |    | 8  |    |    | 16     |
| 4   | Maserati      | 4  | 4  | 3  |    | 2  | 2  | 13     |
| 5   | Aston Martin  |    |    |    | 6  | 3  |    | 9      |
| 6   | Porsche       | 3  |    |    | 3  |    |    | 6      |
| 7   | Gordini       | 2  |    |    |    |    |    | 2      |
| 8   | Austin-Healey |    | 1  |    |    |    |    | 1      |